# Karlovo (Bulgarie)
Pour les articles homonymes, voir Karlovo.
Karlovo (en bulgare Карлово) est une ville centre de la Bulgarie, située dans l'une des vallées du versant sud de la chaîne du Balkan : la « vallée des roses ».

## Géographie
La ville de Karlovo est située dans le centre de la Bulgarie, dans la partie nord de la vallée de Karlovo qui longe la partie sud du massif du Grand Balkan.
La température annuelle moyenne est de 11,4°С.

## Histoire
Les plus anciennes traces de vie humaine, retrouvées dans une grotte près de la ville, remontent à l'époque néolithique, soit au VIe millénaire av. J.-C.. À l'ouest de Karlovo, au lieu-dit Ias Tepe, ont existé des habitations de l'époque néolithique.
L'époque romaine (Ier au IVe siècle) et l'Antiquité tardive (IVe au VIe siècle) se caractérisent pas une activité de construction intense dans toute la vallée de Karlovo : bâtiments d'habitation, forteresses, routes. Au nord de Karlovo passait le tracé de la voie romaine située sous le Grand Balkan, reliant Serdica au littoral de la mer Noire ; pour protéger celle-ci, beaucoup de forteresses (« kale ») furent construites, dont le Kale de Karlovo.
Pendant le Moyen Âge, plusieurs communautés villageoises se sont développées non loin de l'actuelle ville. L'une d'elles, située près de la localité de Sveti Penteleimon (Saint-Panthaléon), fut certainement l'ancienne localité bulgare de Souchiça. Dans la partie ouest de la ville actuelle a été découverte une nécropole remontant à cette période. Au pied même de la chaîne du Grand Balkan se trouvait le monastère de Sveti Spas.
Dans les années 1370, la vallée de Karlovo a été conquise par les Turcs ottomans. À la fin du XVe siècle, le sultan Bayazid II offrit comme fief le village de Souchiça et les terres y attenantes, au général Karle Ali Bey. Ce dernier construisit, en 1485, la mosquée Kourchoum avec des matériaux provenant du monastère détruit de Sveti Spas. Cette mosquée est actuellement le bâtiment le plus ancien à Karlovo. Le nom de Karkovo, provenant de Karle Ali bey (la terre de Karle bey), s'imposa progressivement. La ville connaît la prospérité à partir de la fin du XVIIIe siècle avec le développement des activités économiques et spirituelles :
- la culture de roses produisant des quantités importantes d'huile se développe tout particulièrement. L'huile et ses extraits sont exportés au Royaume-Uni, en France et à Istanboul. On dénombre jusqu'à 40 unités d'extraction ;
- cuivre forgé, ustensiles en cuivre travaillé ;
- objets domestiques en étain ;
- industrie du fer ;
- chaussures, peaux et activité de coutume ;
- orfèvrerie ;

Une école est construite aux alentours de 1810 pendant que le professeur et traducteur Rayno Popovitch travaille à Karlovo. À cette époque est aussi né Ivan Gogorov, traducteur, chroniqueur et rédacteur du premier journal bulgare (Aigle bulgare). Au milieu du XIXe siècle ont été construites deux grandes églises : Sveti Nikolay (Saint-Nicolas) et Sveta Bogorodiça (Sainte-Nativité). Le 11 mai 1861 est fondéeun centre de lecture qui devient un lieu d'érudition et de diffusion des idées révolutionnaires. Une école pour jeunes filles est ouverte le 14 septembre 1869 et celle-ci aura une grande influence dans l'éducation et l'éveil des femmes de la période précédant la libération du joug de l'Empire ottoman.
Sous le régime communiste bulgare, le nom de la ville devient Levskigrad, avant de retrouver son nom de Karlovo, en 1962.

## Culture

### Monuments

#### Nature

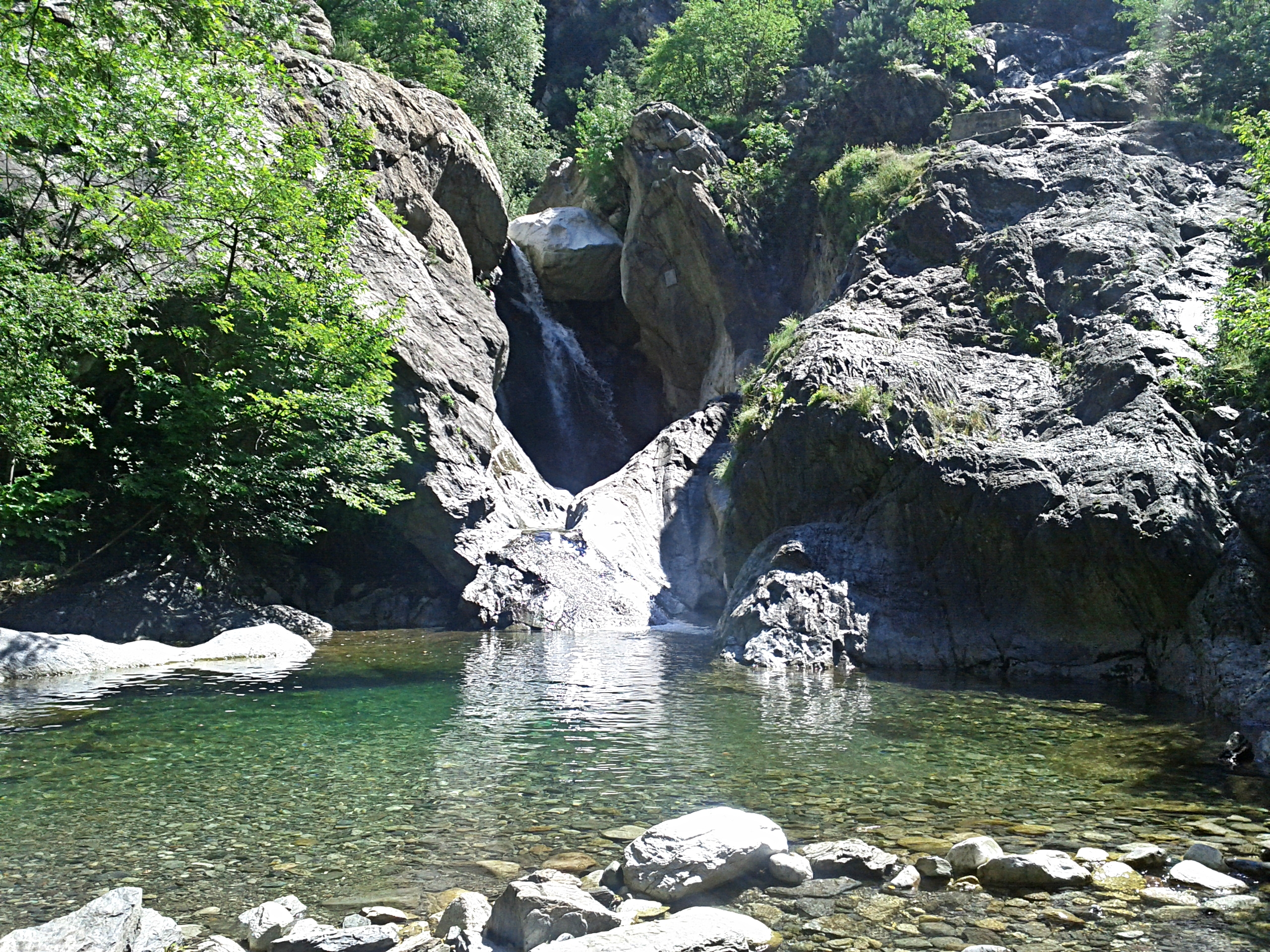
Suchurum

- La cascade Surchurum – elle fait partie du reservat, qui se trouve au-dessus de Karlovo. Ici se situe également la Maison de la culture de Karlovo, la Croix et le parc de chasse.
- Le parc national du Balkan Central

#### Musées
- Le musée national "Vassil Levski"-

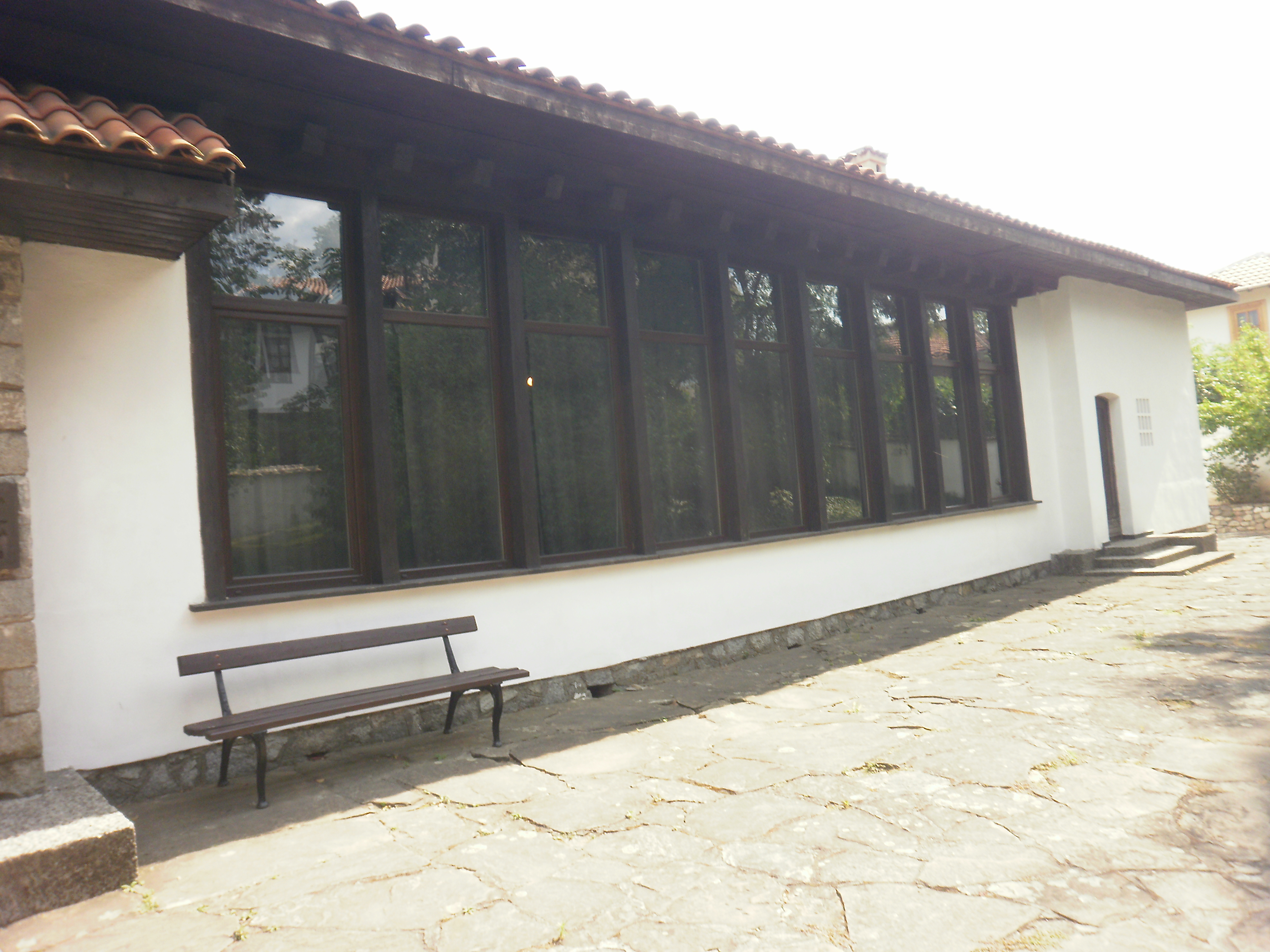
Le musée national Vassil Levski

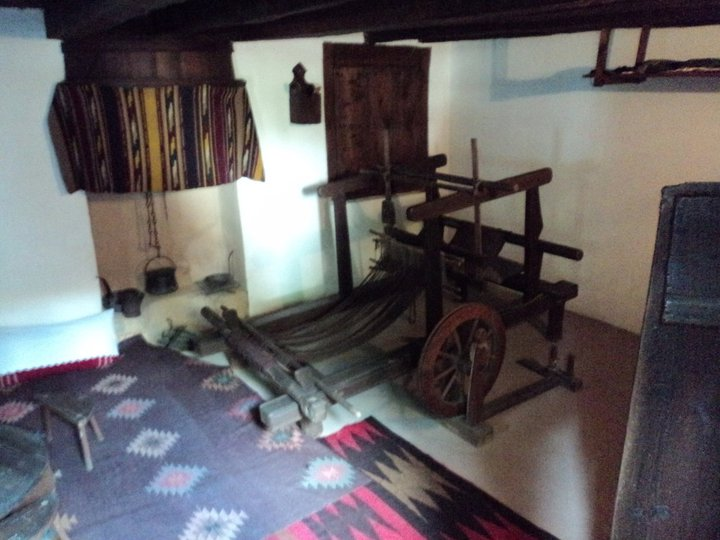
Le musée national Vassil Levski_2

 la maison natale de l’Apôtre. C’est le 44e des 100 sites touristiques nationales, de l’Union touristique bulgare. L’ensemble du musée comprend la maison natale de Vassil Levski, la chapelle commémorative Vsiah svetih bolgarski, la maison de Chardakliev, une exposition et le monument de la mère de Levski Guina Kuncheva. En 1955 près de la maison fut construite une salle d’expositions documentaires. La salle étant trop petite en 1965 un nouveau bâtiment fut construit. L’ancienne salle fut transformée en salle de cinéma. De 1968 à 1992 la maison-musée fut attachée au Musée d’histoire de Karlovo. Depuis 1993 le musée a un statut indépendant. Le 21 juillet 2000 le musée fut proclamé institution culturelle d’importance nationale. Depuis 1994 l’ensemble du musée fait l’objet de travaux de restaurations et d’élargissements. La maison de Chardakliev et la chapelle commémorative Vsiah svetih bolgarski ont été incluses dans le complexe.
- Musée historique municipal — Karlovo[2].

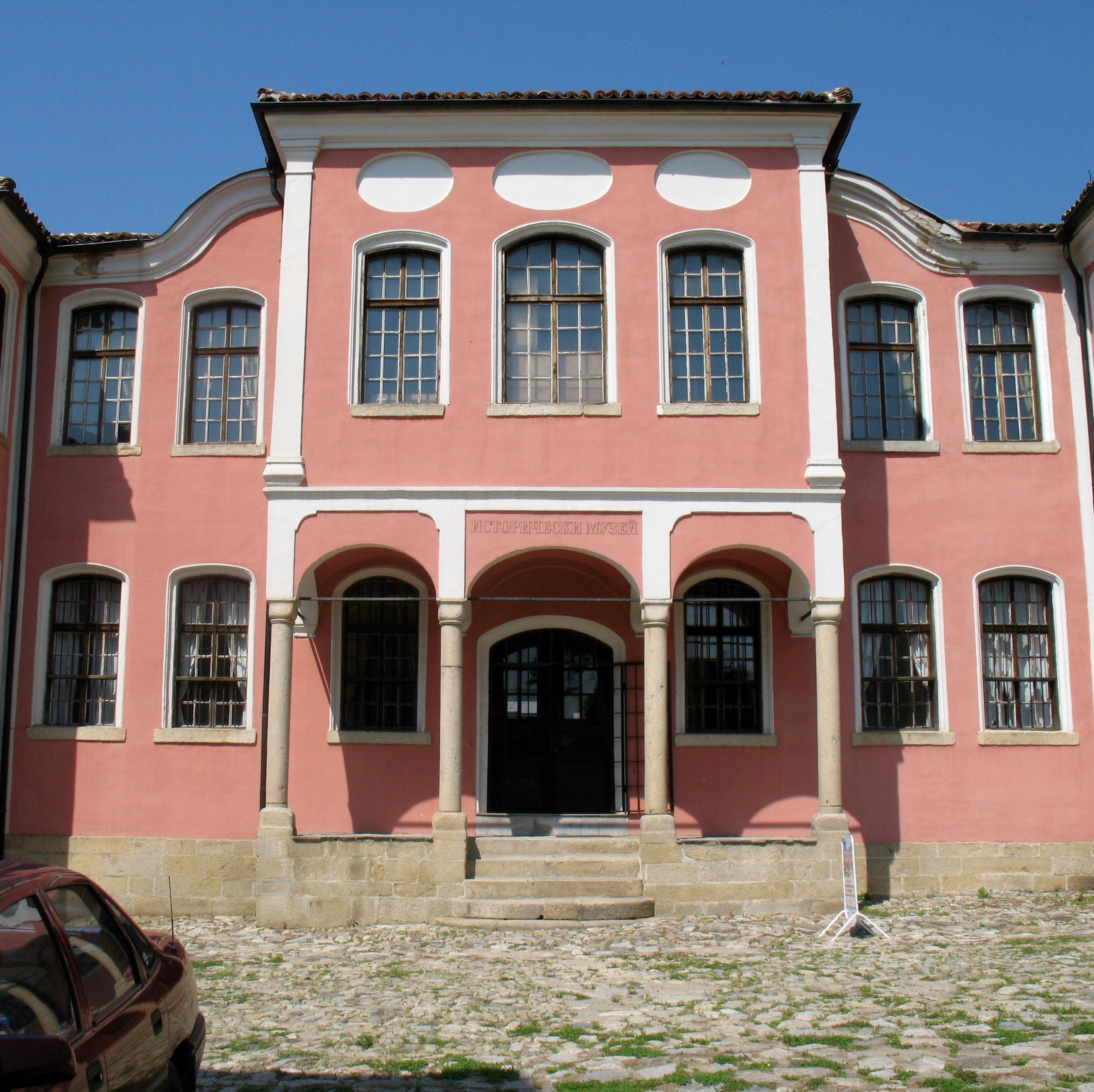
Musee historique municipal

Un des 100 sites touristiques nationaux. L’exposition ethnographique (Ethnographie) à la maison de Mazak fait partie du musée, qui se trouve dans la Ville ancienne et est un monument de l’architecture et de l’histoire, construit environ en 1948. Dedans se trouve une exposition ethnographique permanente, qui contient des tissus originaux, des costumes folkloriques de la région de Karlovo, des artisanats, etc. Là-bas on a recréé la vie urbaine typique pour les riches familles de Karlovo.
- Centre d’artisanats et de traditions culturelles – Buhaloviyat han – [4] Le bâtiment de Buhaloviyat han a été construit au milieu du XIXe siècle, et est un des bâtiments les plus beaux et intéressants dans la ville. Cette maison a été le siège du Comité révolutionnaire, fondé par Vassil Levski. Aujourd’hui les visiteurs peuvent voir ici l’art des sculpteurs sur bois, des couteliers, des graveurs, des chaudronniers, des tonneliers, des peintres d’icônes, connaître la splendeur de la dentelle de Kalofer, du tissage, du tricotage habile, et la fabrication des masques de kukers[5].
- Réservat d’architecture et d’histoire "La vieille ville” Malgré l’influence du bâtiment moderne, dans la vieille partie de la ville il y a encore environ 115 maisons, nommées monuments de la culture. Une petite partie d’entre elles sont ouvertes pour les touristes, et en se promenant sur les rues pavées calmes, les visiteurs peuvent admirer les jolies façades des maisons, les portes et les volets de bois, les peintures murales et les belles cours avec les treilles et les buis[6].

#### Autres
- Monument de Vassil Levski –

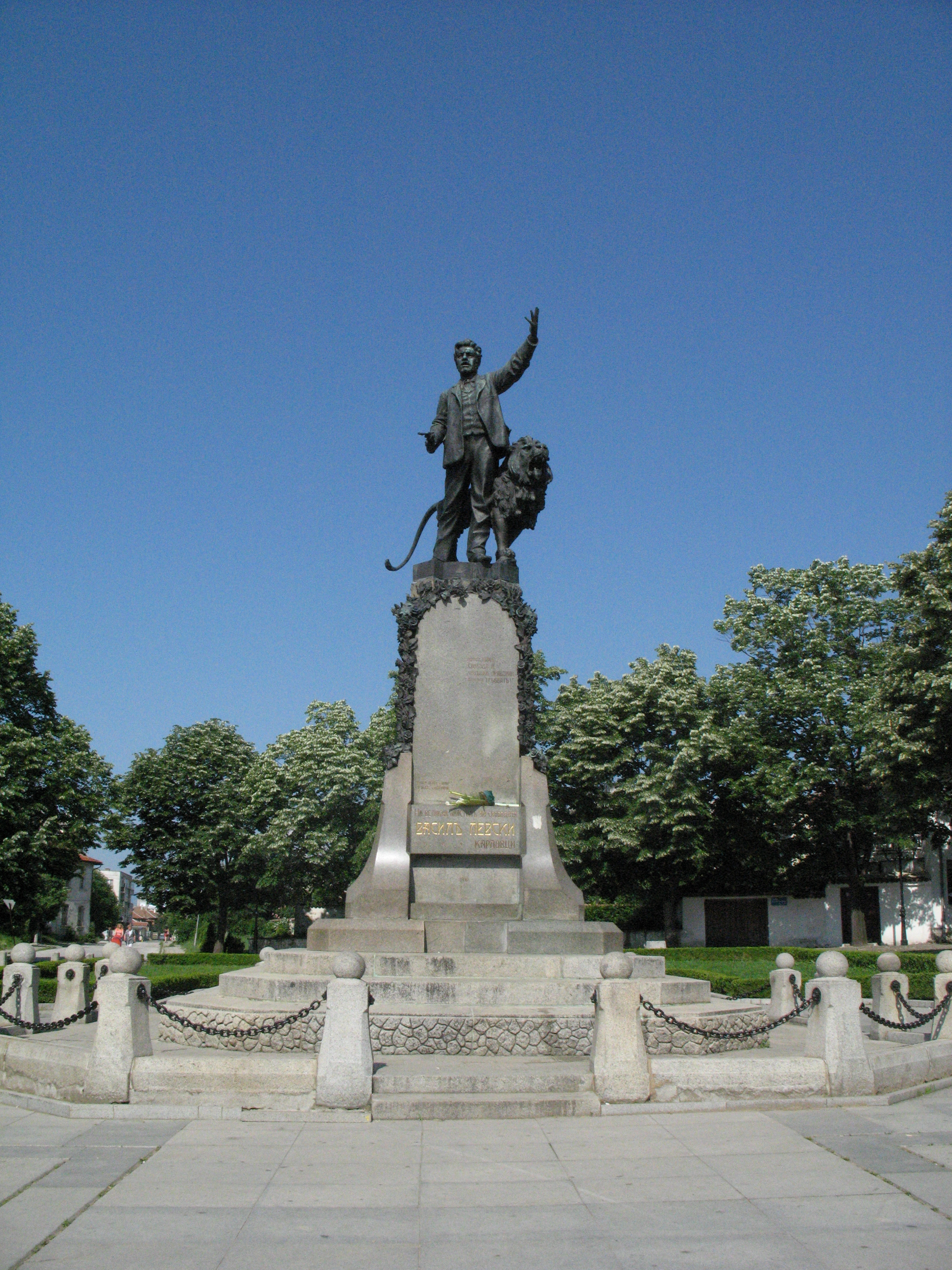
Monument de Vassil Levski

Le monument de Vassil Levski de Karlovo, sur la place entre les deux églises, est l’expression d’un grand respect et une appréciation pour le grand Apôtre de la liberté de la part de ses concitoyens. La première pierre a été posée le 15 mai 1903 avec la présence du roi Ferdinand Ier de Bulgarie. Le monument a été construit selon le projet de Marin Vassilev. Le sculpteur a représenté l’Apôtre de la liberté debout, avec son revolver dans la main et à côté de lui – un lion féroce, représentant le peuple. Au piédestal du monument sont inscrits les noms des citoyens de Karlovo, qui sont décédés pendant les horribles journées de juillet et août 1877, qui ont accepté le credo de Levski – "Tout ce qu’il nous faut c’est la liberté… " 

### Karlovo dans la peinture
- Germain Raingo-Pelouse (1893-1963) est venu à Karlovo en 1936, peignant notamment les maisons de la vieille ville.

## Personnalités liées
- Raïna Kassabova (1897-1961), aviatrice bulgare.
- Nikolay Bukhalov (1967-), céiste, double champion olympique.

## Galerie

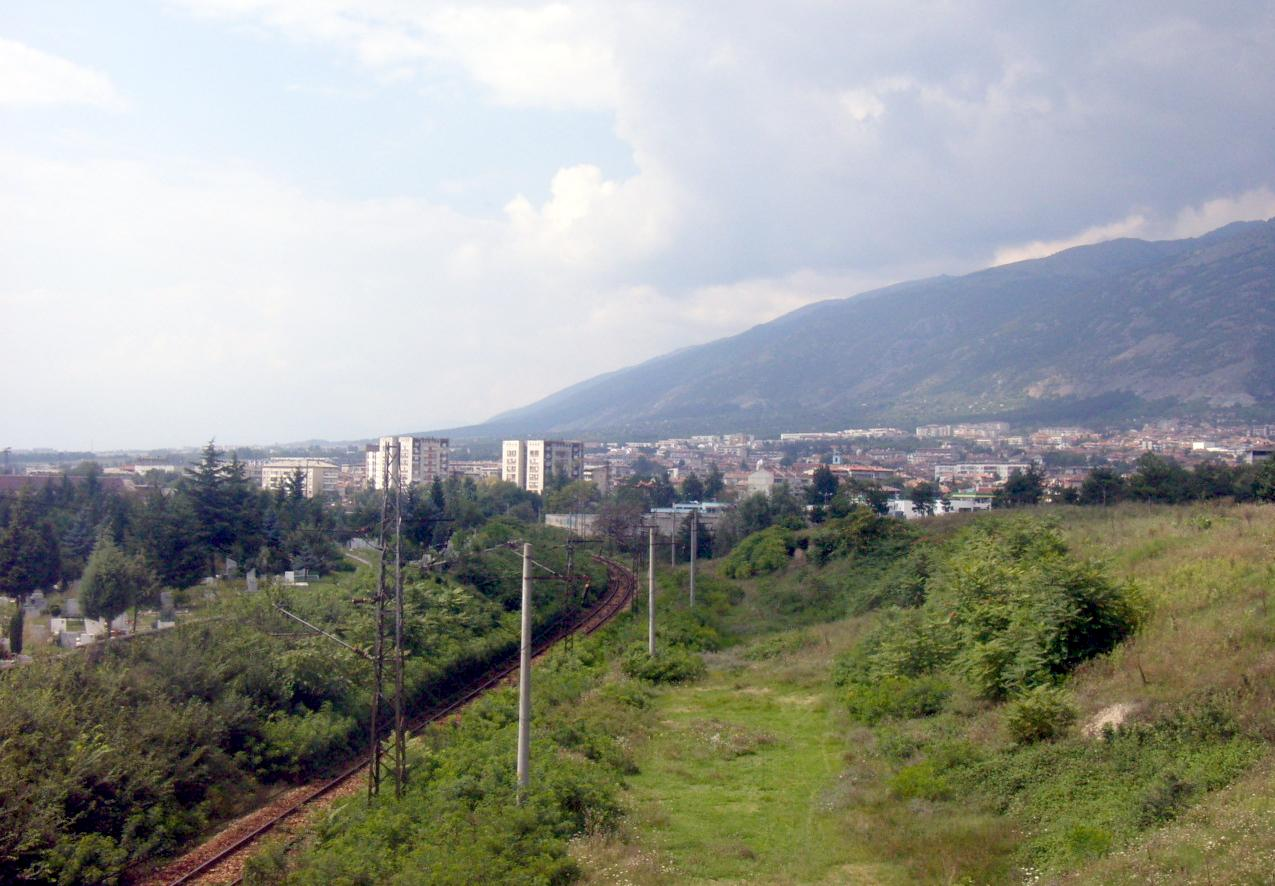
Vue générale de Karlovo.
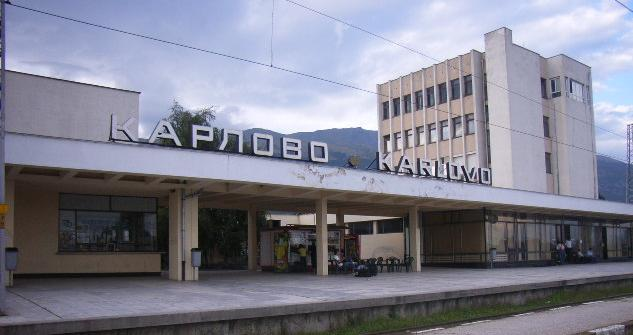
Karlovo est un nœud ferroviaire important en Bulgarie.
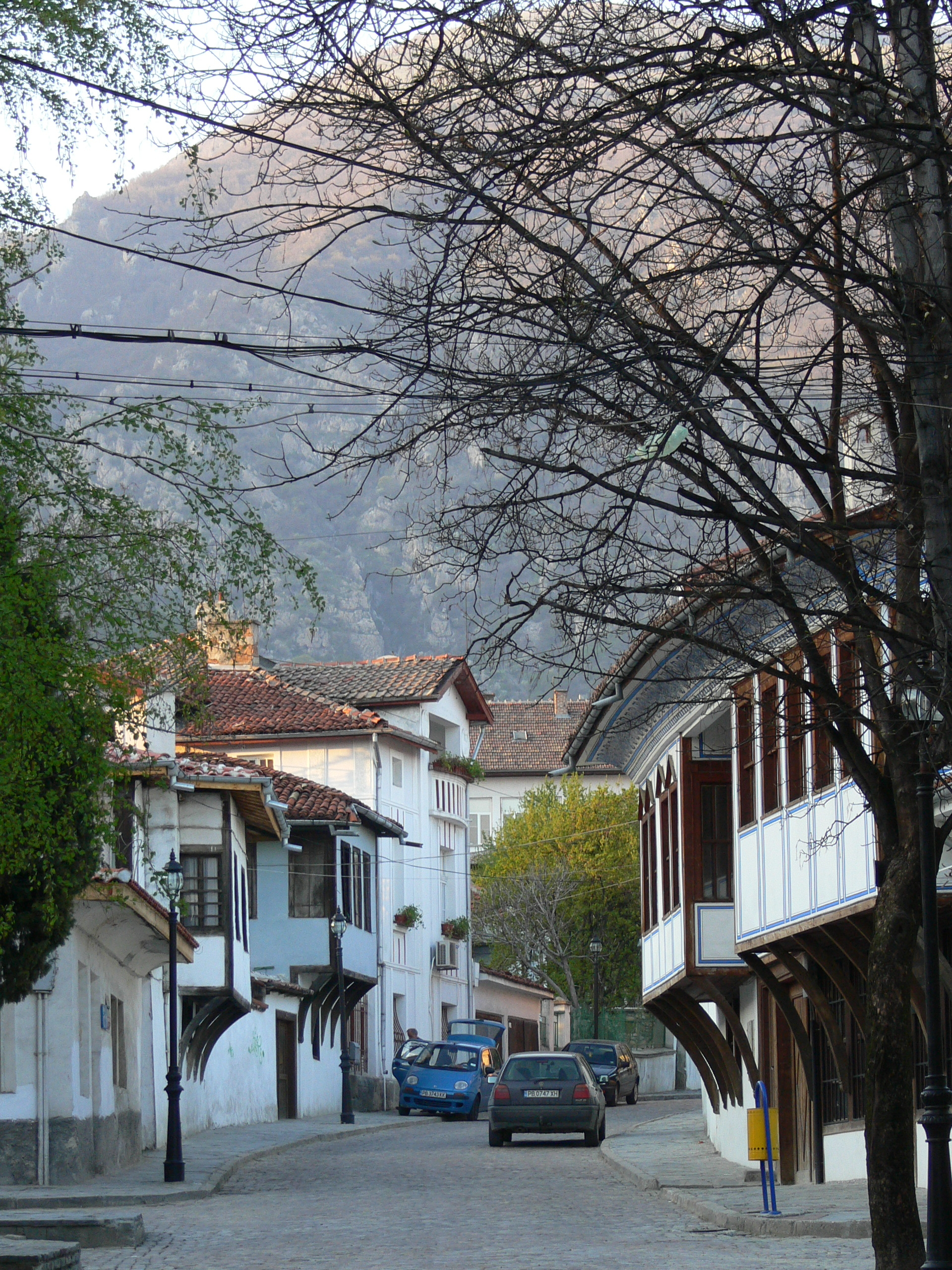
Le vieux-centre de Karlovo.
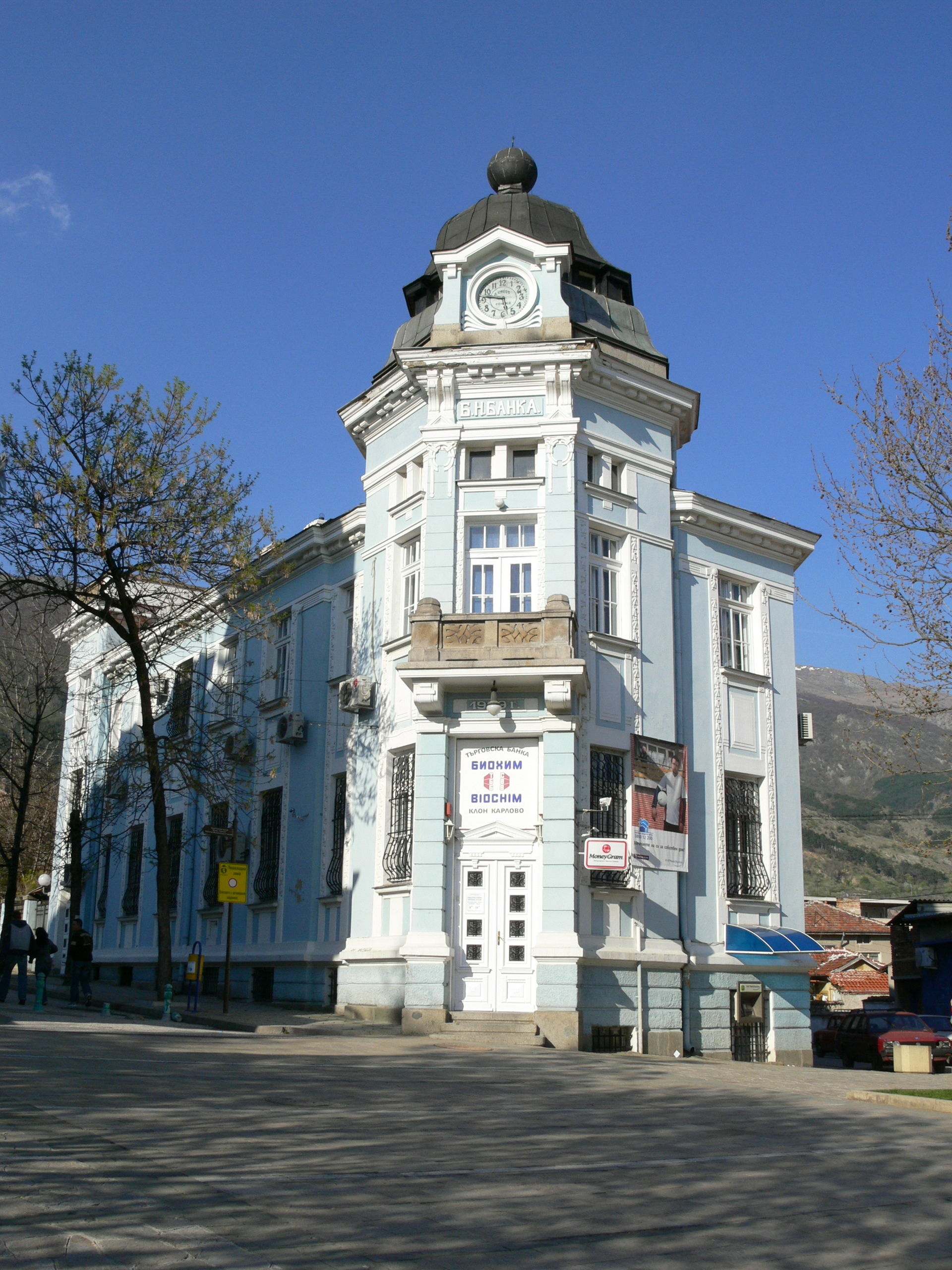
Maison ancienne dans le centre-ville.
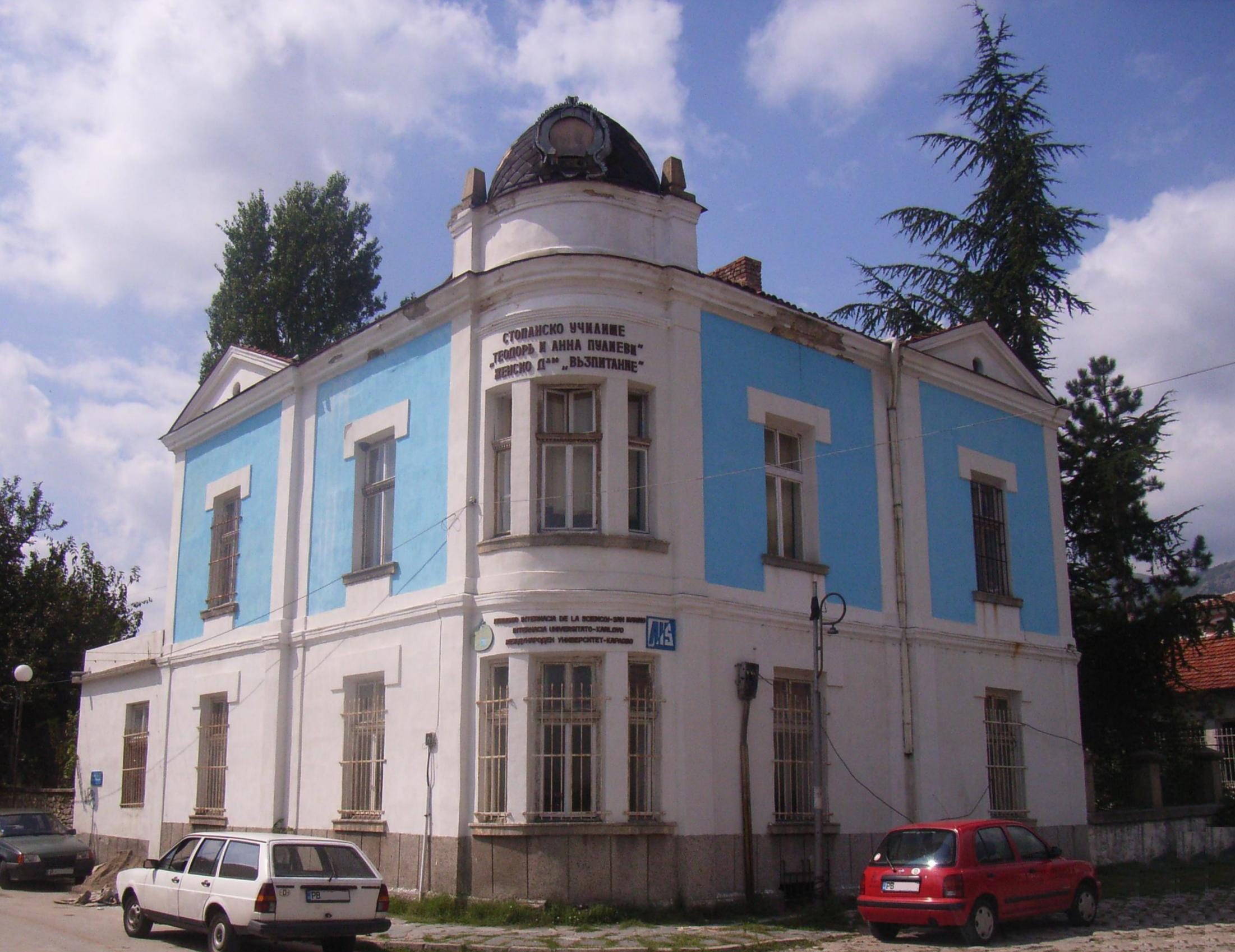
Université internationale de Karlovo, centre de réunion du mouvement espérantiste.
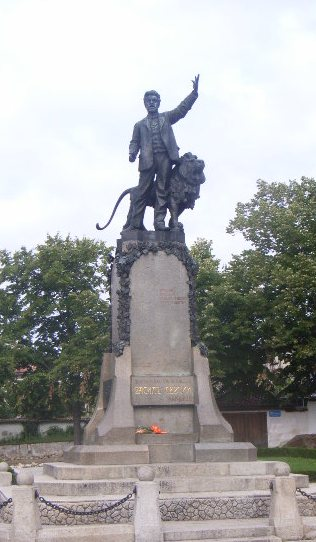
Monument à Vassil Levski.
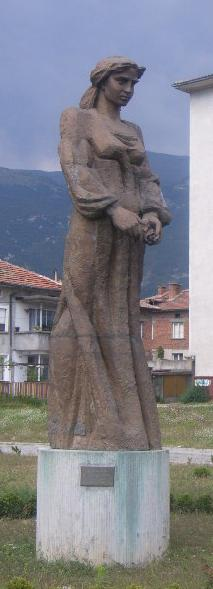
Monument à la rose (jeune fille avec une rose).
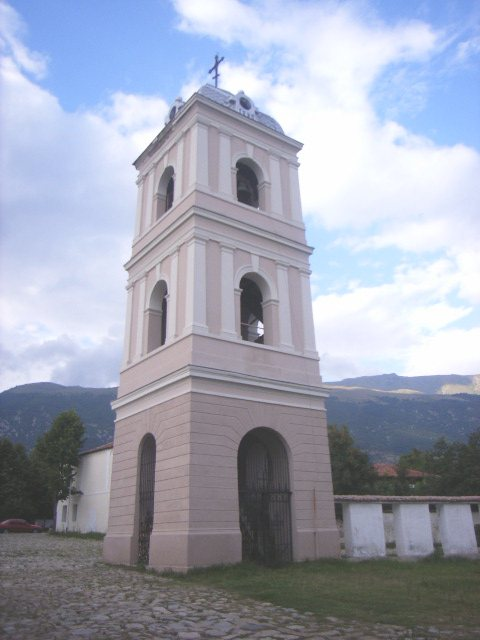
Église Saint-Nicolas.
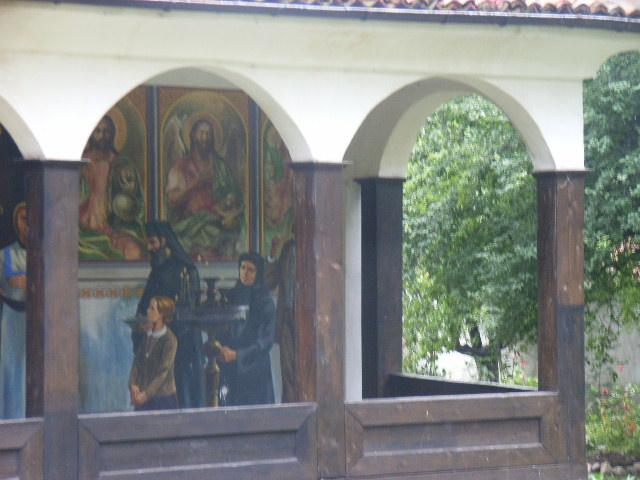
Église peinte à Karlovo.
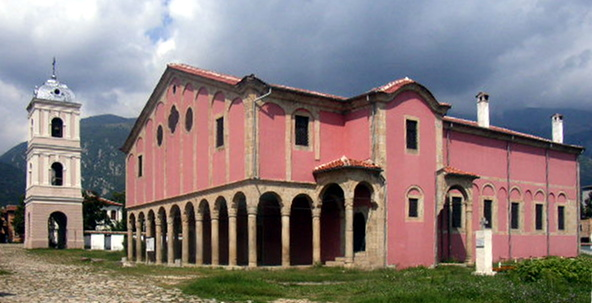
Église Saint-Nicolas

## Source
1. ↑  (en) « Официален туристически портал на България », sur bulgariatravel.org (consulté le 20 avril 2023).
2. ↑  « 100nto.org/objects-po-oblasti/… »(Archive.org • Wikiwix • Archive.is • Google • Que faire ?).
3. ↑  « - Култура и изкуство - МУЗЕИ - ИСТОРИЧЕСКИ МУЗЕЙ - КАРЛОВО », sur Karlovobg.EU (consulté le 7 septembre 2020).
4. ↑  (en) « Национален парк Централен Балкан, добре дошли », sur visitcentralbalkan.net (consulté le 2 octobre 2021).
5. ↑  (bg) « Бухалов хан, град Карлово », sur Бухалов хан, град Карлово (consulté le 7 septembre 2020).
6. ↑  (bg) « Община Карлово », sur karlovo.bg (consulté le 20 avril 2023).
7. ↑  (es) « Redirigeme », sur mcu.es (consulté le 2 octobre 2021).